# Auguste Antoine de Laboulaye
Pour les articles homonymes, voir Laboulaye (homonymie).
Auguste Antoine Benoît de Laboulaye est un homme politique français né le 27 mai 1814 à Fort-Royal et décédé le 10 septembre 1861 à Bruxelles (Belgique).

## Biographie
Professeur au lycée de Strasbourg, il est député du Bas-Rhin de 1850 à 1851, siégeant au groupe d'extrême gauche de la Montagne. Il s'exile en Belgique après le coup d’État du 2 décembre 1851.

## Sources
- « Auguste Antoine de Laboulaye », dans Adolphe Robert et Gaston Cougny, Dictionnaire des parlementaires français, Edgar Bourloton, 1889-1891 [détail de l’édition]